# Kvinderevolten
Kvinderevolten (russisk: Соловей-Соловушко) er en sovjetisk film fra 1936 af Nikolaj Ekk.

## Medvirkende
- Valentina Ivasjova som Grunja Kornakova
- Z. Kasjkarova
- Nikolaj Ekk som Andrei
- A. Kosanov
- Ivan Lavrov